# Raymond-Pierre Bodin

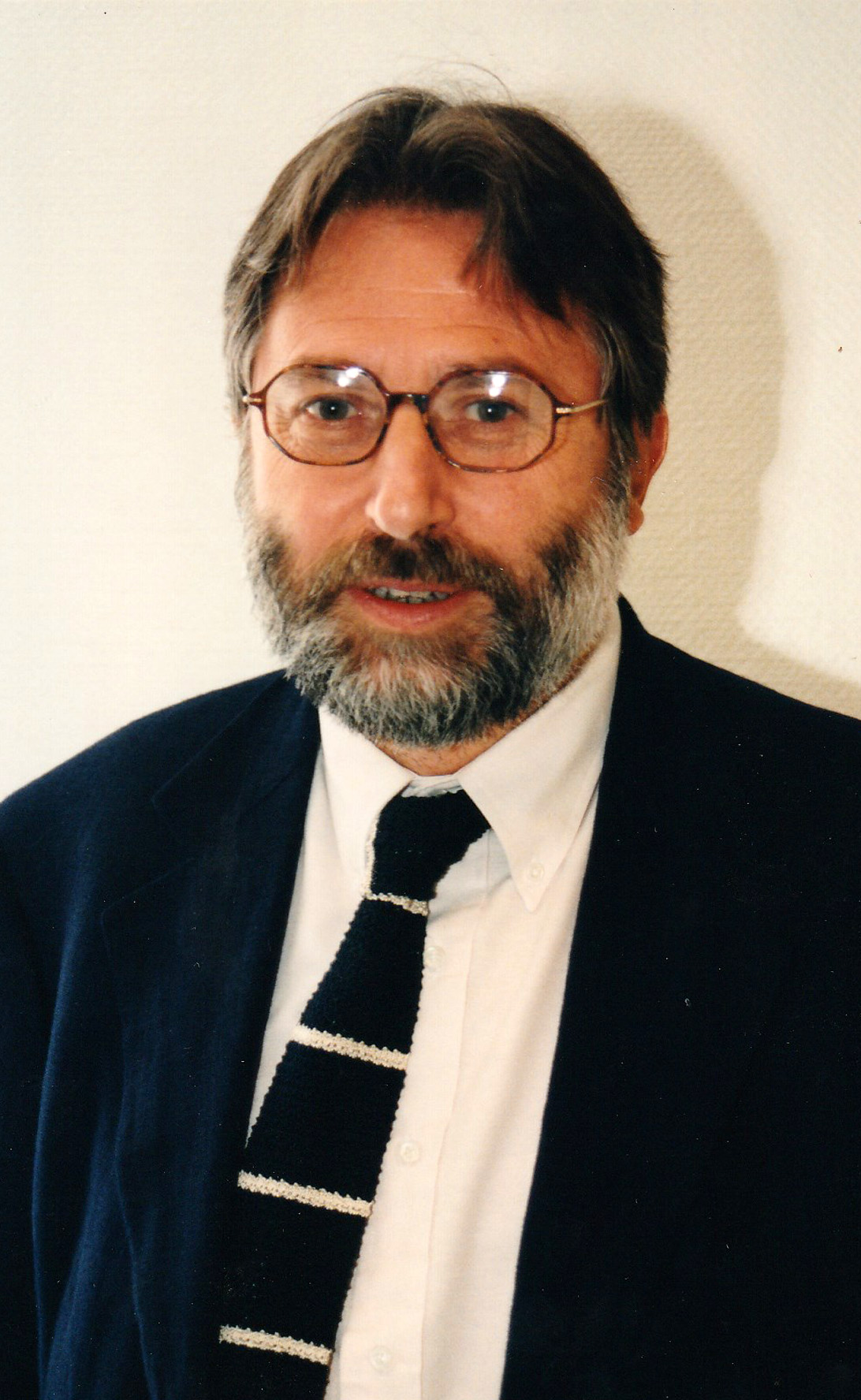
Raymond-Pierre Bodin, 1997

Raymond-Pierre Bodin (* 1948 in Frankreich; † 4. Juli 2003 in Dublin) war ein französischer Psychologe und Soziologe.

## Leben
Bodin studierte Soziologie und beendete dieses Studium  mit einer Promotion.
Er begann seine berufliche Laufbahn im französischen Arbeitsministerium. An der Universität Grenoble hatte er anschließend von 1974 bis 1989 eine Professur für Sozialpsychologie und Arbeitssoziologie inne. Anschließend wechselte er in die Industrie als Direktor des Kunststoffherstellers Eurotec Manducher (Klöckner & Co), dann bis 1996 als Personalvorstand  von Klöckner Automotive. In dieser Zeit war er Sprecher des französischen Arbeitgeberverbandes der Kunststoffhersteller, seit 1996 stellvertretender Personalvorstand bei Rhône-Poulenc Rorer (heute Aventis Pharma). 2000 wurde er zum Direktor der Europäischen Stiftung zur Verbesserung der Lebens- und Arbeitsbedingungen ernannt. Gleichzeitig war er im Vorstand der französischen Arbeitsagentur tätig. Nach dreijähriger Amtszeit verstarb er plötzlich. Sein Nachfolger wurde sein Stellvertreter Willy Buschak.

## Schriften (Auswahl)
- Les lois Auroux dans les P.M.E. Ministère des affaires sociales et de l'emploi, Paris 1987, ISBN 2-11-001781-3.
- Le passage au travail en 5 équipes et ses effets à la Cellulose du Rhône et d'Aquitaine (Tarascon-France), Grenoble : Institut de recherche économique et de planification du développement, 1983
- La Mobilité professionnelle interne, Marseille : Échelon régional de l'emploi, 1977
- La Main-d'œuvre étrangère en Provence-Côte d'azur et Corse : Bâtiment et travaux publics. Construction et réparation navales. Aéronautique, Marseille : Échelon régional de l'emploi, 1971